# Illinois
Illinois er en amerikansk delstat. Delstatens hovedstad hedder Springfield, men Chicago er den største by. Delstaten har 12.812.508(2020) indbyggere. 
Illinois blev optaget som USA's 21. delstat den 3. december 1818.
Delstatens kælenavn er Land of Lincoln efter Abraham Lincoln, der boede i delstaten, da han blev valgt som USA's præsident, men den eneste præsident, der er født i Illinois, er Ronald Reagan.

## Historie
En præcolumbiansk civilisation boede oprindeligt i området i byen Cahokia fra 1050, men forsvandt af uvisse årsager i det 14. århundrede. Den næste magt i regionen var civilisationen Illiniwek-konføderationen, en politisk alliance mellem diverse stammer. Der var ca. 25.000 indianere i Illinois i 1700, men systematiske angreb og folkedrab begået af Irokeserføderationen reducerede dette tal med 90%.
De franske opdagelsesrejsende Jacques Marquette og Louis Joliet udforskede Illinois-floden i 1673. Som et resultat af deres rejse blev Illinois en del af det franske imperium indtil 1763, hvor det overgik til Storbritannien. Mindre franske bosættelser fortsatte, et mindre antal britiske soldater blev udsendt hertil, men der var ikke nogen britiske eller amerikanske bosættere.
Området blev overgivet af Virginia til det nye USA i 1783 og blev en del af Nordvest-territoriet.
Illinois-territoriet blev dannet i 1809 med hovedstad i Kaskasia. I 1818 blev Illinois USA's 21. delstat, og bosættere ankom fra Kentucky. Hovedstaden blev i 1819 flyttet til byen Vandalia, og i 1837 blev Springfield delstatens hovedstad.
Chicago fik en stadig mere fremtrædende position som havneby ved Great Lakes og som et centrum for jernbanelinjer. I 1857 var Chicago blevet Illinois' travleste by.
Under den amerikanske borgerkrig deltog over 250.000 mænd fra Illinois i unionshæren. Under krigen stillede Illinois med 150 infanteriregimenter, 17 kavaleriregimenter og 2 lette artilleriregimenter.
Illinois kom ind i det 20. århundrede som én af de vigtigste delstater i USA med et befolkningstal på næsten 5 millioner. Ved slutningen af århundredet var indbyggertallet steget til 12,4 mio. Olieindustrien boomede efter et fund i 1937, og i 1939 var delstaten blevet den fjerdestørste olieproducent i USA.

## Politik
Guvernøren i Illinois er demokraten Rod Blagojevich. Han blev valgt i 2002 og genvalgt i 2006.
I 2004 blev demokraten Barack Obama valgt som den ene af Illinois' to senatorer. Den anden hedder Richard "Dick" Durbin og er lige som Obama demokrat.
Illinois har på grund af sin størrelse 19 medlemmer af Repræsentanternes Hus, 10 demokrater og ni republikanere, blandt de mest kendte og indflydelsesrige er den forhenværende formand for Repræsentanternes Hus, Speaker Dennis Hastert, formanden for udenrigsudvalget kongresmedlem Henry Hyde og den demokratiske chefvalgkampschef Rahm Emanuel, en tidligere Clinton-rådgiver som karakteren Josh Lyman fra tv-serien The West Wing (Præsidentens mænd) er modelleret efter.
Den lovgivende forsamling er opdelt i 2 kamre, i et Repræsentanternes Hus med 118 medlemmer og et Senat med 59 medlemmer.
Illinois er nu en demokratisk delstat, en såkaldt blå (del)stat, der ved præsidentvalget i 2004 blev vundet af John Kerry med mere end 10% stemmeovervægt. Historisk set har Illinois traditionelt været en kampplads mellem demokraterne og republikanerne. I den senere tid har delstaten stemt stadig mere demokratisk ved lokal- og delstatsvalg og endnu mere ved nationale valg, således at Illinois nu er den mest demokratisk-orienterede delstat i Midtvesten. Dette skyldes især Chicago, som er altovervejende orienteret mod det Demokratiske Parti, men udenfor Chicago er der større konkurrence mellem de to store partier, og i det landlige nordlige og centrale Illinois står republikanerne stærkest. Demokraterne er til gengæld stærkest i den sydlige del af delstaten og generelt i byområderne.

## Geografi
Illinois' nordøstlige grænse udgøres af Lake Michigan. Mod øst grænser Illinois til Indiana, mod nord til Wisconsin, mod vest til Missouri og Iowa langs Mississippi-floden og mod syd til Kentucky langs Ohiofloden. Illinois har også en grænse til Michigan, men denne grænse ligger i Lake Michigan.
Illinois er opdelt i tre tydeligt forskellige dele. Området omkring Chicago ligger ved Michigansøen og er tæt befolket. Området er også stærkt industrialiseret. 
Den centrale del af delstaten består af flad prærie og er tyndere befolket. Hovederhvervet i denne del af delstaten er landbrug. Hovedstaden Springfield ligger i det centrale Illinois.
Den sydlige del af Illinois ligger i mødepunktet mellem floderne Mississippi og Ohio. Denne del af staten kaldes Little Egypt. Her er landskabet mere varieret, og klimaet varmere. Tidligere var dette bomuldsland, i nyere tid udvindes råolie og kul.

### Klima
På grund af delstatens længde på ca. 640 km og beliggenhed midt i kontinentet har Illinois et varierende klima. Det meste af delstaten har et fugtigt fastlandsklima med hede og fugtige somre og kølige til kolde vintre. Den sydligste del af delstaten grænser til et subtropisk klima med mere moderate vintre. Den gennemsnitlige nærbørsmængde i Illinois varierer fra 1.220 mm i syd til 890 mm i den nordlige del. Det normale årlige snefald i Chicago er 96 cm, mens den sydlige del af delstaten kun får mindre end 35 cm. Den højeste temperatur, der er målt var 47 °C i 1954, og den koldeste -38 °C i 1999.
Illinois har ca. 50 dage om året med tordenvejr, hvilket er noget over gennemsnittet i USA. Illinois  er udsat for ca. 35 tornadoer årligt. Den tornado, der har krævet flest dødsofre i USA, ramte Illinois og 2 andre delstater i 1925 og dræbte 695 personer, heraf 613 i Illinois.

### Største byer
Chicago er den største by i delstaten og den tredjestørste by i USA. USA's folketællingskontor har udover Chicago registreret 6 byer med over 100.000 indbyggere i Illinois. Ifølge estimater fra 2004 er disse:  Aurora, en forstad til Chicago, som med sit indbyggertal på 168.181 i 2002 tangerede Rockford og er nu den andenstørste by. Med 152.916 indbyggere er Rockford ikke alene den tredjestørste by, men også den største by, der ikke er beliggende i Stor-Chicago-området. Naperville, en anden Chicago-forstad, er den fjerdestørste by med en befolkning på 141.579. Joliet, en by sydvest for Chicago, er nummer fem med 136.208.  Illinois' hovedstad, Springfield, er den sjettestørste med 115.668.  Den sidste by over 100.000 indbyggere er Peoria, som for årtier siden var den andenstørste i delstaten, dens indbyggertal var 112.685 i 2005.

## Økonomi
I 2004 var Illinois' bruttodelstatsprodukt næsten 522 mia. USD,  det femtehøjeste i USA. I 2004 var den gennemsnitlige indkomst 34.721 USD.
Illinois' delstatsindkomstskat udgør 3 % af den personlige indkomst,  og der er to momssatser, 6,25 % og 1 %.
Illinois' landbrugsprodukter omfatter majs, sojabønner, svin, mælkeprodukter og hvede. Delstaten er typisk den delstat, der producerer flest sojabønner, og har den andenstørste produktion af majs.
Industriprodukterne er bl.a. maskiner, fødevareforarbejdning, elektrisk udstyr, kemiske produkter, metalprodukter, transportudstyr, råolie og kul.
Illinois er en nettoimportør af energibrændstoffer, selv om der er store kulresurser og en mindre produktion af olie i delstaten. Illinois er den femtestørste fremstiller af elektricitet og den syvendestørste forbruger af strøm i USA.

## Demografi
I 2006 havde Illinois en anslået befolkning på 12.831.970, hvilket var en stigning på 3,3 % siden 2000. I 2004 var 13,3 % af befolkningen født i udlandet.
I den nordlige del af delstaten ligger Chicago, USA's tredjestørste by. I 2000 boede 23,3 % af Illinois' befolkning i Chicago by, 43,3 % in Cook County og 65,6 % i amterne, der udgør Stor-Chicago. Resten af befolkningen bor i mindre byer og på landet.
De fem største ophavsgrupper i Illinois er: tysk-amerikanere (19,6 %), afro-amerikanere (15,1 %), irsk-amerikanere (12,2 %), mexicansk-amerikanere (9,2 %) og polsk-amerikanere (7,5 %). Næsten en tredjedel af de hvide indbyggere er i en eller grad af tysk oprindelse. Der er betydelige sorte befolkningsgrupper i Chicago, East St. Louis og i den sydlige del af delstaten. Folk med amerikansk og britisk oprindelse findes især i den sydøstlige del, og Chicago har den største andel af folk med irsk, mexicansk og polsk baggrund.

### Religion
Protestanter er den største religiøse gruppe i Illinois, men delstaten er ikke lige så protestantisk som nabostaterne. Katolikker, der er koncentreret i Chicago, udgør ca. 30% af befolkningen. Chicago og dens forstæder er hjemsted for store grupper af hinduer, jøder, muslimer og sikher.

## County-er
- Adams
- Alexander
- Bond
- Boone
- Brown
- Bureau
- Calhoun
- Carroll
- Cass
- Champaign
- Christian
- Clark
- Clay
- Clinton
- Coles
- Cook
- Crawford
- Cumberland
- DeKalb
- DeWitt
- Douglas
- DuPage
- Edgar
- Edwards
- Effingham
- Fayette
- Ford
- Franklin
- Fulton
- Gallatin
- Greene
- Grundy
- Hamilton
- Hancock
- Hardin
- Henderson
- Henry
- Iroquois
- Jackson
- Jasper
- Jefferson
- Jersey
- Jo Daviess
- Johnson
- Kane
- Kankakee
- Kendall
- Knox
- Lake
- LaSalle
- Lawrence
- Lee
- Livingston
- Logan
- Macon
- Macoupin
- Madison
- Marion
- Marshall
- Mason
- Massac
- McDonough
- McHenry
- McLean
- Menard
- Mercer
- Monroe
- Montgomery
- Morgan
- Moultrie
- Ogle
- Peoria
- Perry
- Piatt
- Pike
- Pope
- Pulaski
- Putnam
- Randolph
- Richland
- Rock Island
- Saline
- Sangamon
- Schuyler
- Scott
- Shelby
- St. Clair
- Stark
- Stephenson
- Tazewell
- Union
- Vermilion
- Wabash
- Warren
- Washington
- Wayne
- White
- Whiteside
- Will
- Williamson
- Winnebago
- Woodford

## Ekstern henvisning
- Delstaten Illinois' officielle hjemmeside (engelsk)

40°N 89°V / 40°N 89°V